# Wprowadzanie w błąd
Wprowadzanie w błąd – przekazywanie fałszywych lub zatajanie istotnych informacji w celu uzyskania korzyści. Wprowadzaniem w błąd może być także podawanie prawdziwych informacji przy manipulowaniu odbiorcą w taki sposób, aby opacznie je zrozumiał.
Aby ocenić czy dane zachowanie jest wprowadzaniem w błąd, należy wziąć pod uwagę wszystkie okoliczności jak np. stan wiedzy osoby, która otrzymuje informacje czy jej wiek.  Wprowadzanie w błąd jest karalne w konkretnych przypadkach.

## Kwestie prawne
Według artykułu 286 kodeksu karnego temu, kto w celu osiągnięcia korzyści majątkowej, doprowadza inną osobę do niekorzystnego rozporządzenia własnym lub cudzym mieniem za pomocą wprowadzenia jej w błąd albo wyzyskania błędu lub niezdolności do należytego pojmowania przedsiębranego działania, podlega karze pozbawienia wolności od 6 miesięcy do lat 8.
Innym przepisem prawnym regulującym kwestie wprowadzania w błąd jest artykuł 107. kodeksu wykroczeń: Kto w celu dokuczenia innej osobie złośliwie wprowadza ją w błąd lub w inny sposób złośliwie niepokoi, podlega karze ograniczenia wolności, grzywny do 1500 złotych albo karze nagany.